# Michael W. Smith
Michael Whitaker Smith (Kenova (West Virginia), 7 oktober 1957) is een Amerikaanse gospel- en praiseartiest. Michael W. Smith schrijft voornamelijk muziek gebaseerd op zijn jeugd, geloof en levensverhalen van anderen. Hij hoopt hier zijn luisteraars mee te inspireren en bemoedigen. Hij brengt tevens instrumentale muziek, kerstmuziek en popmuziek uit.

## Biografie
Smith groeide op in zijn geboorteplaats Kenova, als zoon van een olieraffinaderijwerker. Smith kwam als kind in aanraking met muziek via zijn kerk en hij leerde op een jonge leeftijd piano te spelen. Tegen zijn tiende levensjaar aan werd hij overtuigd christen en begon hij met enkele vrienden een band. Het ging goed met Smith, totdat hij na zijn highschool-periode verslaafd raakte aan alcohol- en harddrugs. Hij stortte in die tijd, in 1979, geestelijk in. Dit bracht een proces op gang waarin hij het christelijk geloof aannam, wat zijn leven ingrijpend veranderde. Smith besloot om zijn leven (opnieuw) toe te wijden aan Jezus. Niet veel later werd hij lid van de band 'Higher Ground' en was hij keyboard-speler, ondertussen kickte hij af van zijn verslavingen. Een bedrijf was erg geïnteresseerd in zijn songteksten en Smith begon teksten te schrijven voor bekende artiesten als Sandi Patti, Kathy Troccoli en Amy Grant. Enkele jaren later toerde hij met Amy Grant als toetsenist.

### Doorbraak
In 1983 kwam zijn debuut op de markt, en dat kan worden gezien als de echte start van zijn carrière. Zijn doorbraak kwam in 1990 met zijn album Go West Young Man. Zijn hit Place in this world zorgde ervoor dat Smith onderdeel werd van de mainstream seculiere wereld. Bijkomend effect was ook toen Smith in 1992 door People Magazine op een lijst van 50 mooiste mensen werd geplaatst. In 2000 werd zijn nummer Love me good gecoverd door René Froger die het nummer op 3FM gehoord had in het EO-radioprogramma SPOOR 7 van DJ Jan Dirk Kleijne. .
Vele albums volgden en in 2001 maakte hij opnieuw een grote doorbraak in de muziekmarkt. Zijn album 'Worship', dat uitkwam op 11 september 2001, werd een ongekend grote hit en Smith werd hiermee voor veel christenen een belangrijke leider in worship (aanbiddingsmuziek). Hij bleef een tijd bezig in dit genre, maar kwam in 2004 terug met een vertrouwd klinkende popplaat: 'Healing Rain'.
Smith speelde in een film, geregisseerd door de vooral als zanger bekendstaande Amerikaan Steve Taylor, genaamd 'The Second Chance'. De film kwam begin 2006 uit. Smith speelt het personage Ethan Jenkins, een muzikale pastor in een grote kerk.
Het twintigste album van Smith, 'Stand', kwam november 2006 uit. Voor maart 2007 stond er een Europese tour gepland, maar omdat Smith tegen die tijd opa hoopte te worden, werd het uitgesteld tot oktober 2007. In 2007 kwam hij twee keer naar Nederland: tijdens het XNoizz Flevo Festival op 16 augustus en op 6 oktober tijdens de EO-Gezinsdag in het GelreDome te Arnhem. 's Avonds gaf hij daar een concert samen met Darlene Zschech. Op 16 oktober 2007 verscheen er een nieuw kerstalbum van Smith, genaamd 'It's A Wonderful Christmas'. In april van dat jaar kreeg hij een ster in de Music City Walk of Fame in Nashville.
Op 28 oktober 2008 kwam het album 'A New Hallelujah' uit, in navolging van de 2 live-worshipalbums. De plaat is op 20 juni 2008 opgenomen tijdens een concert in de megakerk 'Lakewood Church' in Houston (Texas), samen met aanbiddingsleiders Israel Houghton en Coalo Zamorano, een 250 koppen tellend koor en een Afrikaans kinderkoor. Zelf betitelt Smith het project als "het meest wereldwijde worshipproject in mijn hele carrière". Het album bevat 15 nummers inclusief een aantal klassiekers, zoals 'Amazing Grace/My Chains Are Gone', 'Mighty To Save' en 'I Surrender All'. De titelsong schreef Smith samen met zijn vrouw Debbie en vriend Paul Baloche. Op 12 juni 2009 trad Smith op in het GelreDome met zijn nieuwe album. De dag erna was hij te gast bij de 35e EO-Jongerendag.
Bijna twee jaar nadat het album 'A New Hallelujah' werd uitgebracht, kwam Smith op 28 september 2010 met een nieuw studioalbum: 'Wonder'. Een jaar later, op 22 november 2011, kwam de opvolger van het instrumentale album 'Freedom' uit. Op het album, genaamd 'Glory', staan twaalf nummers, waaronder een muzikale versie van de klassieker 'Agnus Dei'.
Smith begon het jaar 2014 productief. In maart kwam er een 'exclusief' album met 'hymns' op de markt en twee maanden later kwam zijn 25e album (voor het eerst vanuit een ander platenlabel) uit: 'Sovereign'. Smith sloeg met dit album een andere koers in. 
Op 30 april 2015 gaf Smith een concert in Ahoy' Rotterdam voor meer dan 5500 toeschouwers.
In 2018 tourde Smith opnieuw door Europa waarbij hij in de Basiliek in Veenendaal en opnieuw in Ahoy Rotterdam optrad. Deze tour stond in het teken van de promotie van zijn 2 albums die hij in 2018 uitbracht: "Surrounded" een worship album en " A Million Lights" een pop album.

## Persoonlijk
Michael W. Smith is in 1981 getrouwd met Debbie en samen hebben ze vijf kinderen.

## Discografie

### Cd's
- Michael W. Smith Project (1983)
- Michael W. Smith 2 (1984)
- The Big Picture (1986)
- The Live Set (1987)
- I 2 Eye (1988)
- Christmas (1989)
- Go West Young Man (1990)
- Change Your World (1992)
- The First Decade 1983-1993 (1993)
- I'll Lead You Home (1995)
- Live The Life (1998)
- Christmastime (1998)
- This Is Your Time (1999)
- Freedom (2000)
- The Acoustic Set (2000)
- Worship (2001)
- Worship Again (2002)
- The Second Decade 1993-2003 (2003)
- Healing Rain (2004)
- The Second Chance Soundtrack (2005)
- Stand (2006)
- It's A Wonderful Christmas (2007)
- A New Hallelujah (2008)
- Wonder (2010)
- Glory (2011)
- Decades of Worship (2012)
- Hymns (2014)
- Sovereign (2014)
- The Spirit of Christmas (2014)
- Hymns 2 (2016)
- A Million Lights (2018)
- Surrounded (2018)
- Awaken (The Surrounded Experience) (2019)
- Still vol. 1 (2020)

### Video/dvd
- Worship (VHS/DVD) (2002)
- The Bigger Picture (DVD) (2003)
- Live in Concert - A 20 Year Celebration (DVD) (2004)
- The Second Chance (DVD) (2005)
- A New Hallelujah (DVD) (2009)
- Sovereign (DVD) (2014)

#### Film
- 90 Minutes in Heaven, als Cliff McArdle (gebaseerd op het gelijknamige boek)  (2015)

## Awards
Grammy Awards
- 1984 Best Gospel Performance, Male for Michael W. Smith 2
- 1995 Best Pop/Contemporary Gospel Album for I'll Lead You Home
- 2002 Best Pop/Contemporary Gospel Album for Worship Again